# عربسیو
عربسیو یک منطقهٔ مسکونی در سومالی است که در Woqooyi Galbeed واقع شده‌است.